# Ezio De Vecchi
Ezio De Vecchi (* 21. Dezember 1826 in Grosseto; † 15. November 1897 in Florenz) war ein Offizier des Königlichen Heeres und Politiker im Königreich Italien, der unter anderem zwischen 1872 und 1877 erster Direktor des Militärgeographischen Instituts Florenz (Istituto topografico militare) sowie von 1890 bis zu seinem Tode 1897 Mitglied des Senats (Senato del Regno) war.

## Leben
Ezio De Vecchi, Sohn von Ernesto De Vecchi und Caterina Carli, nahm als Freiwilliger des Heeres (Regia Armata Sarda) des Königreichs Sardinien zwischen 1848 und 1849 am Ersten Unabhängigkeitskrieg teil. In den folgenden Jahren fand er verschiedene Verwendungen im Königlichen Heer als Offizier in der Artillerie sowie Infanterie. Nach seiner Beförderung zum Hauptmann (Capitano) im März 1853 nahm er zwischen 1855 und 1856 am Krimkrieg teil. Er nahm auch am Zweiten Unabhängigkeitskrieg (17. April bis 12. Juli 1859) teil, dem sogenannten „Sardinischen Krieg“, der mit einem französisch-sardinischen Sieg endete und zur Einigung Italiens (Risorgimento) führte. Für seine dortigen Verdienste wurde er am 19. Juni 1859 mit dem Ritterkreuz des Militärordens von Savoyen ausgezeichnet. Am 15. April 1860 wurde er Ordonnanzoffizier von Viktor Emanuel II. und erhielt am 1. Juni 1861 das Ritterkreuz des Ordens der Heiligen Mauritius und Lazarus (Ordine dei SS. Maurizio e Lazzaro). Er wurde am 12. März 1863 zum Oberst (Colonello) befördert. Er erhielt am 28. Juni 1863 das Offizierskreuz des Ordens der Heiligen Mauritius und Lazarus und wurde am 31. Dezember 1864 auch Kommandeur dieses Ordens. Er fand zudem Verwendungen als Stabsoffizier im Generalstab (Corpo di Stato maggiore).
De Vecchi war auch Teilnehmer am Dritten Unabhängigkeitskrieg (20. Juni bis 12. August 1866) gegen das Kaisertum Österreich, der mit einem italienischen diplomatischen Sieg und dem österreichischen Verlust von Venetien endete. Er erhielt am 1. Mai 1868 das Offizierskreuz des Ordens der Krone von Italien (Ordine della Corona d’Italia) und wurde zudem am 22. Mai 1870 auch Kommandeur dieses Ordens. Er fungierte zwischen dem 15. Januar und dem 28. April 1870 als Sekretär des Kriegsministeriums (Ministero della guerra) und wurde am 21. August 1870 zum Generalmajor (Maggiore generale) befördert. Am 22. Dezember 1872 wurde er erster Direktor des Militärgeographischen Instituts Florenz (Istituto topografico militare) und bekleidete diesen Posten bis zum 5. September 1877. Zugleich fungierte er zwischen dem 15. Februar 1873 und dem 5. September 1877 als Präsident der Italienischen Kommission zur Messung des europäischen Grades (Commissione italiana per la misura del grado europeo). Er wurde am 17. Mai 1877 zum Generalleutnant (Tenente generale) befördert und am 30. Dezember 1877 auch Großoffizier des Ordens der Krone von Italien. Ihm wurde auch die 1883 gestiftete Gedenkmedaille zur Einheit Italiens (Medaglia commemorativa dell’Unità d'Italia) sowie die Tapferkeitsmedaille in Silber (Medaglia d’argento al valor militare) verliehen.
Im Dezember 1886 übernahm Generalleutnant Ezio De Vecchio den Posten als Kommandierender General des 3. Armeekorps (3° Corpo d’Armata) in Mailand und verblieb in dieser Verwendung bis November 1891, woraufhin er aus dem aktiven Militärdienst schied. Am 4. Dezember 1890 wurde er zum Mitglied des Senats (Senato del Regno) ernannt und gehörte diesem nach seiner Vereidigung am 10. Dezember 1890 vom 13. Dezember 1890 bis zu seinem Tode am 15. November 1897 an. Am 27. Juni 1995 trat er als Generalleutnant in den Ruhestand. Durch Ministerialdekret vom 22. April 1896 wurde er in den erblichen Adelsstand eines Patriziers (Patrizio di Pisa) erhoben.